# Steganthera fasciculata
Steganthera fasciculata är en tvåhjärtbladig växtart som beskrevs av W.R. Philipson. Steganthera fasciculata ingår i släktet Steganthera och familjen Monimiaceae. Inga underarter finns listade i Catalogue of Life.